# Le Relais de l'or maudit
Pour plus de détails, voir Fiche technique et Distribution.
Le Relais de l'or maudit (Hangman's Knot) est un western américain écrit et réalisé par Roy Huggins, sorti en 1952.

## Synopsis
En 1865, un groupe de soldats confédérés conduits par le Major Matt Stewart attaque un convoi de l'Union transportant de l'or. Un survivant parmi les victimes leur apprend que la guerre est terminée depuis un mois, ce qui fait d'eux des criminels. Ils se rendent alors compte qu'ils ont été désinformés par le commanditaire du coup.
Ils décident de garder l'or pour eux, mais la nouvelle de l'attaque se propage. Ils sont vite pris en chasse par un groupe d'hommes déterminés à mettre la main sur le butin. Pour leur échapper, ils s'emparent d'une diligence dans laquelle se trouvent Molly Hull et son courtisan, Cass Browne. Après une course poursuite, ils se retrouvent acculés dans un relais avec le tenancier et sa fille. Les tensions surviennent entre les personnages tandis qu'ils doivent résister aux assauts de leurs poursuivants.

## Fiche technique
- Titre original : Hangman's Knot
- Titre français : Le Relais de l'or maudit
- Réalisation : Roy Huggins
- Scénario : Roy Huggins
- Direction artistique : George Brooks
- Décors : Frank Tuttle
- Photographie : Charles Lawton Jr. (A.S.C.)
- Son : Frank Goodwin
- Montage : Gene Havlick
- Musique : Mischa Bakaleinikoff
- Production : Harry Joe Brown ; Randolph Scott (associé)
- Société de production : Scott-Brown Productions
- Société de distribution : Columbia Pictures
- Format : Couleur (Technicolor) -  35 mm -  1.37:1 - Son Mono
- Pays de production :  États-Unis
- Langue : anglais
- Genre : Western
- Durée : 81 minutes
- Dates de sortie : 
  - États-Unis : 15 novembre 1952
  - France : 20 novembre 1953

## Distribution
- Randolph Scott (V. F. : Marc Valbel) : Matt Stewart
- Donna Reed (V. F. : Claire Guibert) : Molly Hull
- Lee Marvin (V. F. : Lucien Bryonne) : Rolph Bainter
- Claude Jarman Jr. (V. F. : Didier d'Yd) : Jamie Groves
- Frank Faylen (V. F. : Jean Clarieux) : Cass Browne
- Glenn Langan (V. F. : Jacques Beauchey) : Capitaine Petersen
- Richard Denning (V. F. : Bernard Dheran) : Lee Kemper
- Jeanette Nolan (V. F. : Helene Tossy) : Mme Margaret Harris
- Clem Bevans : Plunkett, l'agent du relais
- Ray Teal (V. F. : Pierre Morin) : Quincey
- Guinn « Big Boy » Williams : Smitty
- Monte Blue : Maxwell
- John Call : Egan Walsh
- Edward Earle (non crédité) : un capitaine de l'Union